# Емболус
Емоболус лат. embolus је заживотно створена материјална честица која се преноси крвним или лимфним путем са места формирања или уласка у тело, и која се заглављује у крвним судовима мањег промера или у лимфним судовима, што за последицу има развој циркулаторних поремећаја.
Емболуси могу бити чврсти, течни или гасовити материјали; макро и микротромби, бактерије, паразити, ћелије, пигменти, капљице масти и уља, мехурићи гаса и ваздуха, страна тела итд. Порекло емболуса може бити из организма или ван њега.
На местима задржавања емболуса у крвној или лимфној циркулацији формирају се исхемијска огњишта, тј. фокусне некрозе, које настају као последица делимичног или потпуног зачепљења крвних или лимфних судова.

## Порекло назива
Реч емболус потиче из грч. језика и изведена је из речи "ἔμβολος", што у преводу значи „клин - утикач“.
Реч еmbolos изведена је из енгл. језика из речи „in“ - унутра и „ballein“ - да се баци или „одбачено из нечега“. Назив је 1848. године осмислио Рудолф Лудвиг Карл Вирхов (  1821 — 1902) 

## Карктеристике емболуса
Материјали или емболуси који се преносе крвним или лимфним путем могу имати;
- чврсту конзистенцију, одвојени тромби, делићи ткива, групице туморских ћелија
- течну конзистенцију, као што су капљице масти и уља[5], плодова вода[6][7][8]. итд
- гасовиту конзистенцију, као што је ваздух, азот, кисеоник итд

Честице емболуса могу да садрже и бактерије (тада говоримо о септичким емболусима) или да буду без бактерија (асептички емболуси).
Честице емболуса које су стране организму могу бити;
- активне стране честице, као што су то паразити
- пасивне стране честице као што су то страна тела (делови катетера, стентова итд)[9].

Поред тога емболуси настали и у самом организму могу бити; угрушци крви (тромби) или групице малигних ћелија (метастазе).